# Roßrieth

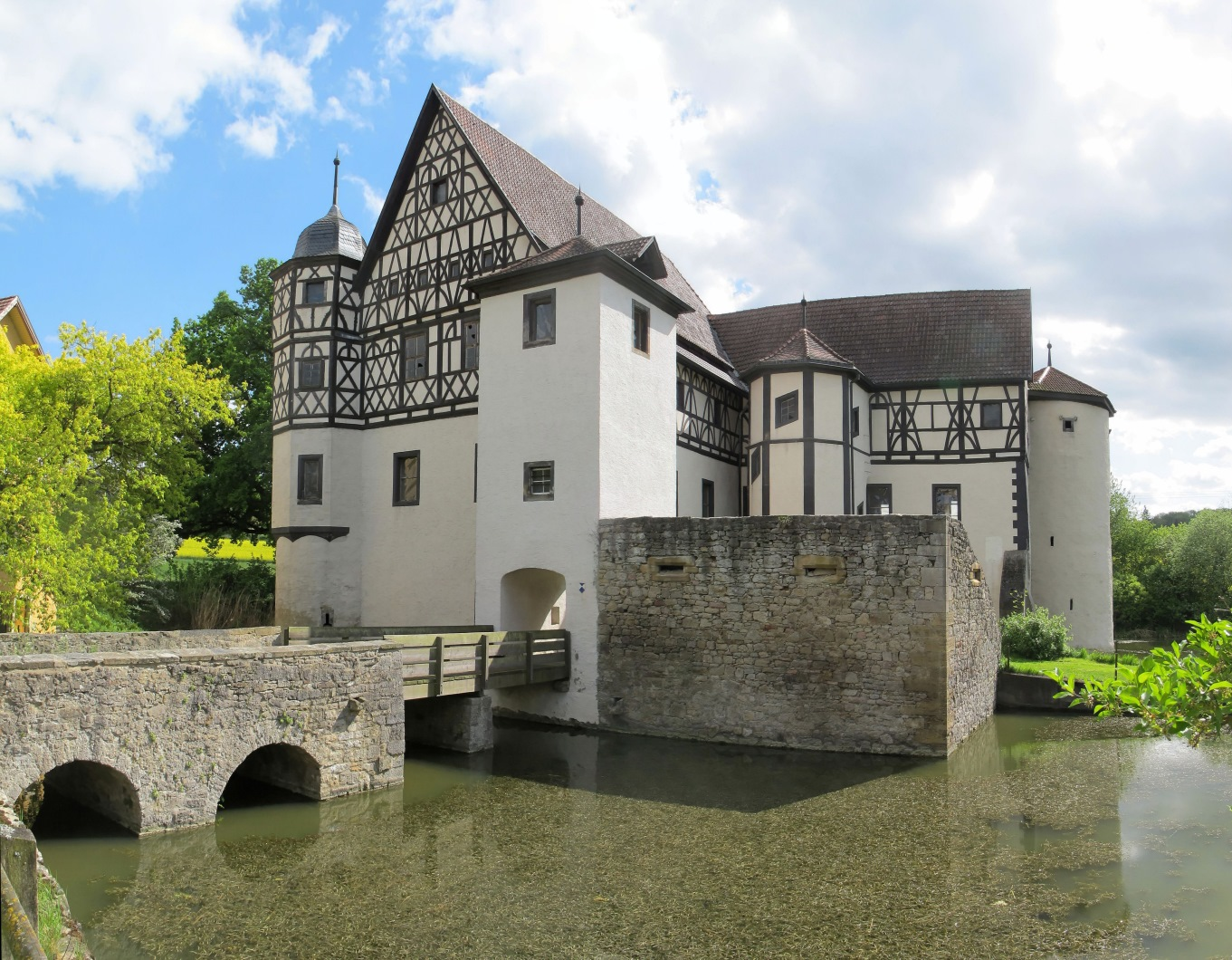
Schloss Rossrieth

Roßrieth ist ein Gemeindeteil der Stadt Mellrichstadt im unterfränkischen Landkreis Rhön-Grabfeld in Bayern.

## Geografische Lage
Das Kirchdorf liegt vier Kilometer östlich von Mellrichstadt im unterfränkischen Teil des Grabfelds direkt an der Grenze zu Thüringen.

## Geschichte
Der Ort Roßrieth wurde erstmals 1140 in einer Abtretungsurkunde des Bischofs Embricho von Würzburg erwähnt. Eine weitere Nennung, die sich auf einen „Conrad von Rosserieth“ bezieht, erfolgte 1345. Folglich muss die Burg als Sitz einer Herrschaft schon seit dem 12. Jahrhundert bestanden haben. Um 1361 besaßen die Schenke von St(r)etelingen die Burg. Diese traten sie an das Kloster Fulda ab, ließen sich aber vom Kloster neu damit belehnen. Um 1400 galt die Burg Roßrieth als Raubritternest, wodurch sie 1401 zerstört wurde.
In der Folgezeit gehörten die Burg und der Ort den Grafen von Mansfeld, welche 1548 die Freiherren von Thüngen damit beliehen. Die Herren von Bibra erhielten Roßrieth nach dem Tod von Kunz von Thüngen im Jahre 1589 als sächsisches Lehen. Unter ihrer Herrschaft wurde wahrscheinlich das „Wasserschloss Roßrieth“ erbaut. 1681 wurde das Schloss von Hilmar von Grappendorf erworben, der es 1768 an die Freiherren von Stein zu Nord- und Ostheim verkaufte, die es bis ins 19. Jahrhundert besaßen. Mit dem Reichsdeputationshauptschluss von 1803 setzte die Mediatisierung reichsunmittelbarer Stände (Reichsritterschaft) in größerem Maßstab ein.
Der Reinigungsvertrag zwischen dem Großherzogtum Würzburg und Sachsen-Meiningen, der am 20. Juni 1808 unterzeichnet wurde, regelte die Grenze zwischen dem Großherzogtum Würzburg und dem herzoglich sachsen-meiningischen und sachsen-römhildischen Gebiet neu, wobei der Ort Roßrieth unter die Hoheit des Großherzogtums Würzburg kam. Mit der Auflösung des Rheinbundes 1814 und dem Beschluss des Wiener Kongresses fiel das Großherzogtum Würzburg größtenteils an das Königreich Bayern. Im Zuge der Verwaltungsreformen in Bayern entstand mit dem Gemeindeedikt von 1818 die Gemeinde Roßrieth. Der Ort gehörte ab 1817 zum Untermainkreis, der 1838 in Unterfranken und Aschaffenburg (später nur noch Unterfranken) umbenannt wurde. Die Herren von Stein übertrugen im Jahr 1835 ihr „K. Baier. Patrimonialgericht der Freiherrn von Stein“ freiwillig an das Königreich Bayern. Seit 1918 liegt Roßrieth im Freistaat Bayern. In den Jahren nach dem Zweiten Weltkrieg war eine große Zuwanderung von Flüchtlingsfamilien und landwirtschaftlichen Arbeitskräften zu verzeichnen.
Am 1. April 1971 wurde Roßrieth in die Stadt Mellrichstadt eingegliedert.

## Kultur und Sehenswürdigkeiten

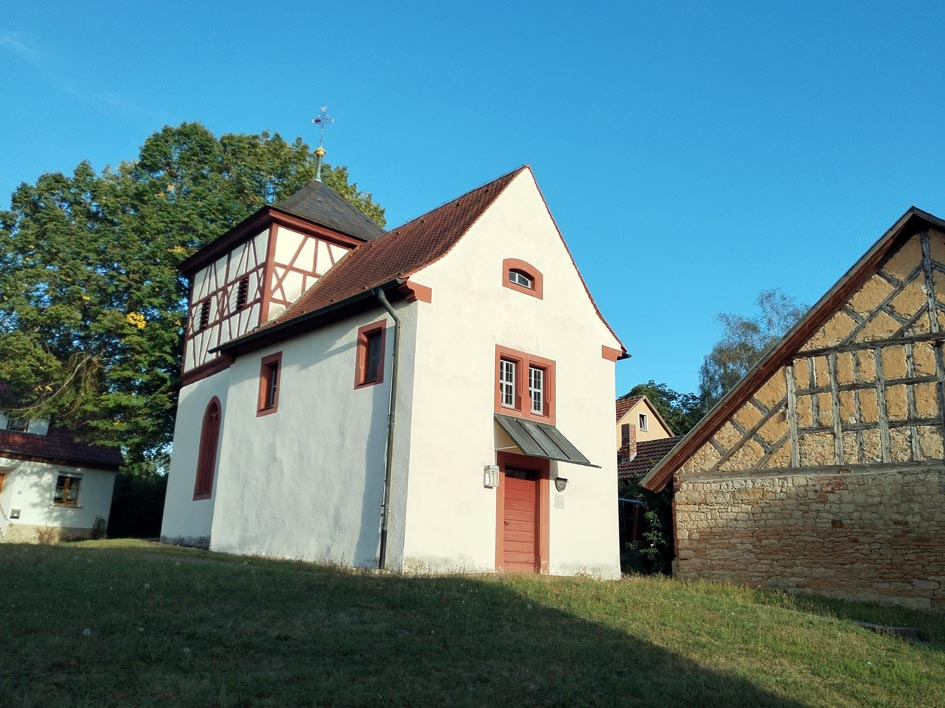
Kapelle St. Georg in Rossrieth

### Religionen
Die schlichte evangelische Kirche stammt aus dem Jahr 1527. In der Kirche befinden sich Epitaphien der Adelsfamilien Thüngen-Kehre (1591) und Bibra (1591). Die evangelische Kirche St. Georg in Roßrieth gehört zur Pfarrei Mühlfeld im Evangelisch-Lutherischen Dekanat Bad Neustadt an der Saale.

### Wasserschloss Roßrieth

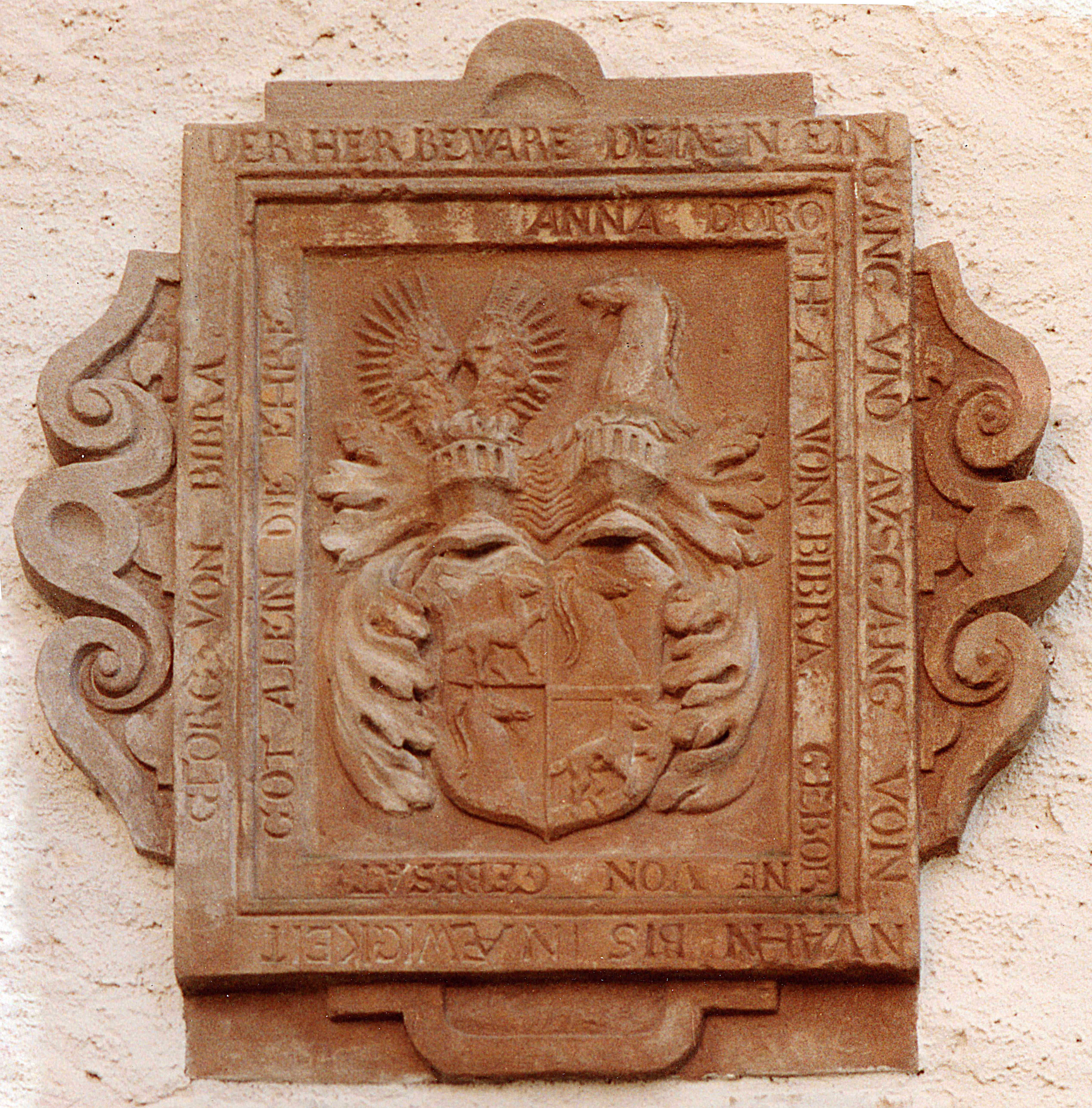
Wappen am Schloss Rossrieth

Auf den Trümmern der zerstörten Burg wurde das Wasserschloss Roßrieth wahrscheinlich von den Herren von Bibra Ende des 16. Jahrhunderts erbaut. Das Allianzwappen der „Bibra und Gebsattel“ ziert den Treppenturm des Schlosses. Das Schloss besteht aus zwei Flügeln, welche im Osten und Westen von zwei Türmen umgeben sind. Der Unterbau stammt aus dem Jahr 1563. Der Oberbau ist reichlich mit Fachwerk thüringischer Art verziert. Umgeben wird das Schloss von einem 20 m breiten und 2 m tiefen Wassergraben. Das Schloss befindet sich im Privatbesitz der Familie Frantz und kann nicht besichtigt werden. Schäden an der Bausubstanz wurden durch eine 1977 begonnene Renovierung behoben.

## Verkehr
Roßrieth liegt an der Bundesautobahn 71, die nächste Anschlussstelle ist die Abfahrt „Mellrichstadt“. In der Nähe des Orts befindet sich die Rastanlage „Mellrichstädter Höhe“.